# Mykhailo Kotsiubynsky
Mykhailo Mykhailovych Kotsiubynsky (em ucraniano:  Михайло Михайлович Коцюбинський), (Vinnytsia, 17 de Setembro de 1864 - Kiev, 25 de Abril de 1913) foi um escritor Ucraniano, cujos livros descrevem a típica vida ucraniana no início do século XX. As primeiras histórias do Kotsiubynsky foram descritas como exemplos de realismo etnográfico; nos anos seguintes, com seu estilo de escrita tornando-se cada vez mais sofisticados, ele evoluiu para um dos mais talentosos escritores ucranianos impressionista e modernista. A popularidade de seus romances mais tarde, levaram a algumas delas sendo produzidas em filmes soviéticos.

## A vida dele
Ele cresceu em Bar (Ucrânia), numa região de Vinnytsia e várias outras cidades e aldeias na Podólia, onde seu pai trabalhou como funcionário público. Frequentou o Colégio Religioso de Sharhorod de 1876 até 1880. Ele continuou seus estudos no Seminário Teológico de Kamianets-Podilskyi, mas em 1882, ele foi expulso da escola por suas atividades políticas dentro do movimento socialista. Já que ele havia sido influenciado pelo despertar da ideia nacional ucraniana. Suas primeiras tentativas de escrever prosa em 1884 também foram escritas na língua ucraniana: Andriy Soloviyko (Em ucraniano: Андрій Соловійко).

### Primeiros Trabalhos e Pesquisas
A partir de 1888 até 1890, ele era um membro da Duma Municipal de Vinnytsia. Em 1890, ele visitou Galícia (Europa Central), onde conheceu várias outras figuras culturais ucranianas incluindo Ivan Franko e Volodymyr Hnatiuk. Foi em Lviv que sua primeira história Nasha Khatka (Em ucraniano: Наша хатка) foi publicado.
Durante este período, ele trabalhou como professor particular em Vinnytsia e nas proximidades. Lá, ele poderia estudar a vida em aldeias tradicionais ucranianas, que era algo muitas vezes falado em suas histórias, incluindo o Na Viru de 1891 (Em ucraniano: На віру) e o Dorohoi tsinoiu de 1901 (Em ucraniano: Дорогою ціною).
Durante grande parte dos anos de 1892 até 1897, ele trabalhou para uma comissão para estudar a filoxera, a praga das videiras na Bessarábia e Crimeia. Durante esse mesmo período, ele era um membro da Irmandade Secreta de Taras.
Ele se mudou para Chernihiv em 1898 onde ele trabalhou como estatístico para o Departamento de Estatísticas da Zemstvo de Chernihiv. Ele também estava trabalhando na Governadoria de Chernigov de Comissão de Arquivamento Acadêmico e na sociedade Prosvita de Chernihiv de 1906 até 1908.

### Livros
Após a Revolução Russa de 1905, Kotsiubynsky poderia ser mais abertamente crítico do regime czarista russo, que pode ser visto no Vin ide (Em ucraniano: Він іде) e Smikh (Em ucraniano: Сміх), ambos de 1906 e Persona grata de 1907.

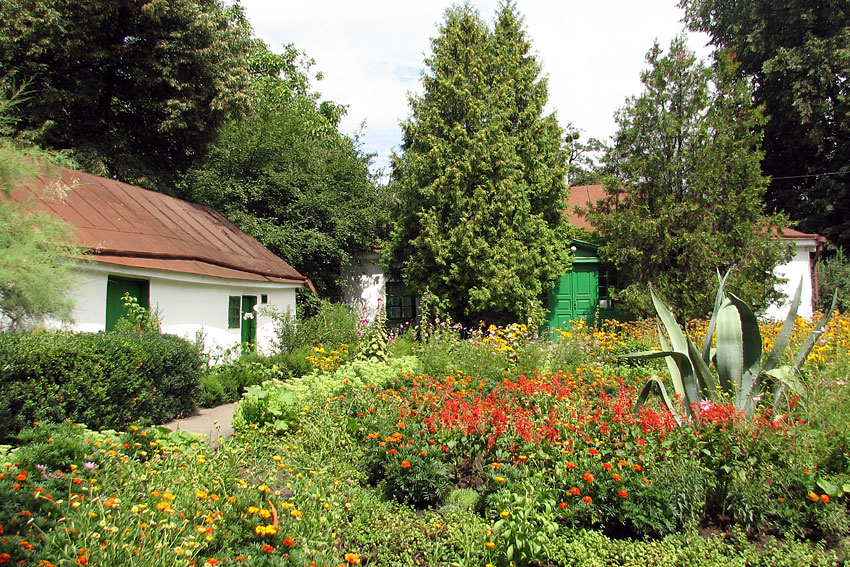
A casa em Vinnytsia onde Mykhailo Kotsiubynsky nasceu.

Fata Morgana, em duas partes de 1904 e 1910, é provavelmente a sua obra mais conhecida. Aqui, ele descreve os conflitos sociais típicos da vida da aldeia ucraniana.
Cerca de vinte romances foram publicados durante a vida do Kotsiubynsky. Vários deles foram traduzidos para outras línguas europeias.

## Morte
Por causa de uma doença cardíaca, Kotsiubynsky passou longos períodos em diferentes expedientes em Capri de 1909 até 1911. Durante esse mesmo período, ele visitou a Grécia e os Cárpatos. Em 1911 foi concedido uma pensão da Sociedade dos Amigos da Cultura, Literatura e Arte Ucraniana que permitiu a ele parar com seu trabalho e concentrar-se exclusivamente em seus livros, mas ele já estava doente e morreu apenas dois anos mais tarde.

### Homenagens
Durante o período soviético, o Kotsiubynsky foi homenageado como um realista e um democrata revolucionário. Um museu literário-memorial foi inaugurado em Vinnytsia em 1927 na casa onde ele nasceu. Mais tarde, um memorial foi criado nas proximidades do museu.
A casa em Chernihiv, onde viveu durante os últimos 15 anos de sua vida foi transformada em um museu em 1934; o Museu Literário-Memorial Regional de Chernihiv de Mykhaylo Kotsiubinsky. A casa contém objetos pessoais do autor. Ao lado da casa é um museu, inaugurado em 1983, contendo manuscritos, fotografias, revistas e relíquias de família do Kotsiubinsky, bem como informações sobre outros escritores ucranianos.
Vários filmes soviéticos foram baseados em romances do Kotsiubynsky como Koni ne vynni (1956), Dorohoi tsunoiu (1957) e Tini zabutykh predkiv (1967).

### Família
Em janeiro de 1896, se casou com Vira Ustymivna Kotsiubynska (Deisha) (1863-1921).
Um de seus filhos, Yuriy Mykhailovych Kotsiubynsky (1896-1937), foi o Bolchevique e o comandante do Exército Vermelho durante a Guerra Civil de 1917-1921. Mais tarde, ocupou vários cargos dentro do Partido Comunista (bolchevique) da Ucrânia, mas em 1935, ele foi expulso do partido. Em outubro de 1936, ele foi acusado de ter contatos de contrarrevolução e juntamente com outros Bolcheviques organizaram um Centro de Trotskismo Ucraniano. No ano seguinte, ele foi condenado à morte e executado. Ele foi reabilitado em 1955. Yuri teve um filho chamado Oleh.
A filha dele, Oksana Kotsyubynska se casou com Vitaliy Primakov.
O destino de seus outros filhos, Roman e Iryna são desconhecidos.
Sua sobrinha, Mykhailyna Khomivna Kotsiubynska (1931), é a filóloga ucraniana e especialista literária. Ela é uma médica honorária da Academia Kyiv Mohyla.

## Anotações
1. ↑  «Kotsiubynsky, Mykhailo». Encyclopedia of Ukraine. Consultado em 1 de janeiro de 2011
2. 1 2  Encyclopedia of Ukraine
3. ↑  «Chernihiv Tourist Informationcenter». Consultado em 19 de setembro de 2016. Arquivado do original em 26 de abril de 2012
4. ↑  Ihor Siundiukov: The socio-esthetic ideal through the eyes of Mykhailo Kotsiubynsky. Den 2002, # 38.
5. ↑  Yuriy Oleksandrovych Smyrnov & Petro Petrovych Mykhailenko Militsiia Ukraïny: istorychnyi narys, portrety, podiï, Vydavnychyi dim "In Yure", Kiev 2002.
6. ↑  Profile at personalities